# 造田站
造田站（日语：／ Zōda eki */?）是一位於日本香川縣讚岐市造田野間田，隸屬於四國旅客鐵道（JR四國）的鐵路車站。車站編號為T17，本站只停靠普通列車。過往本站是區間車的其中一個終點站，1998年10月3日起，隨區間車延長至三本松站而取消。
高德線由栗林站開始，大抵都是沿著「志道街道」（即現時國道11號）行走的，但當到達志度站後，路線突然採取了較迂迴的南行方向行走至本站，再向東轉移，才回到志道街道的讚岐津田站（神前站當時還未設站）。根據「長尾町史」紀錄，原來在高德線最初規劃時，屬於當時「憲政會」，長尾町出身的政客小西和，以及隸屬「政友會」，寒川町出身的另一位政客蓮井藤吉，都希望路線途經各自的地區，並各自成立民間組織爭取路線繞經。兩會在當時的政治場合屬對立性質，後來長尾町願意全數出資車站的興建費用，最終令日本國有鐵道首肯在町內設站。不過，最後選址亦與原來有所落差。本來長尾町役場希望車站能夠和高松琴平電氣鐵道的琴電志度站能夠轉乘，不過最後的定址卻和琴電志度站相距甚遠。

## 車站結構

### 站房
現時使用中的為第2代站房，是繼德島線上的牛島站一樣，第2個採用以鋼板、鋼筋所建成的新型簡易型無人化站房來替代原有的木建舊站房，是繼阿波赤石及牛島後的第三個新型簡易車站，於2017年投入使用。出入口及改札口均採用無門及相對的設計，使乘客可以直接穿過站房出入。面積上比原有的舊站房縮細了很多，但四周均配上玻璃窗幕，一方面增加白天時的採光度，亦可增加站房的透明度，讓四周都可以看到站房內的狀況。雖然面積縮小了，但新站房仍然擁有候車室、簡易式自動售票機及回收箱。
至於第一代站房，則為木製單層站房1座，由開站起便開始使用，屬於小規模站房。為了節省舊站房的保養成本，JR四國遂決定以新站房代替原有站房。

### 月台配置
設有側式月台2個，為2面2線的地面車站，月台之間以露天式的行人天橋連接，其中1號月台為副線，用作避車或交換列車時使用；2號月台則是主軌道，大部份列車均停靠在此。
| 月台 | 路線    | 方向 | 目的地                 |
| ---- | ------- | ---- | ---------------------- |
| 1、2 | ■高德線 | 上行 | 志度、高松方向         |
| 1、2 | ■高德線 | 下行 | 三本松、引田、德島方向 |

## 歷史
- 1926年3月21日：隨高德線伸延至讚岐津田站而開業。
- 1979年3月：降為業務委託站，由屬下的日本交通觀光社負責票務事宜。
- 1987年4月1日：日本國鐵分割民營化，車站的營運由JR四國繼承。
- 2010年9月1日：因應業務重組，無人化。
- 2017年2月10日：原站房被拆去，並在原址旁邊興建一座小型的簡易式的新站房[3]。

## 相鄰車站
四國旅客鐵道（JR四國）
■高德線
橘鎮（T18）－造田（T17）－神前（T16）